# Oleandra neriiformis
Oleandra neriiformis là một loài dương xỉ trong họ Oleandraceae. Loài này được Cav. mô tả khoa học đầu tiên năm 1799.